# Apisa sjoestedti
Anapisa sjoestedti là một loài bướm đêm thuộc phân họ Arctiinae, họ Erebidae.